# Blaesoxipha karnataka
Blaesoxipha karnataka är en tvåvingeart som beskrevs av Thomas Pape 1994. Blaesoxipha karnataka ingår i släktet Blaesoxipha och familjen köttflugor. Inga underarter finns listade i Catalogue of Life.